# Плоаге
Плоаге (итал. Ploaghe) је насеље у Италији у округу Сасари, региону Сардинија.
Према процени из 2011. у насељу је живело 4516 становника. Насеље се налази на надморској висини од 438 м.

## Становништво
Према резултатима пописа становништва 2011. у општини је живело 4.653 становника.
| 1931. | 1936. | 1951. | 1961. | 1971. | 1981. | 1991. | 2001. | 2011. |
| ----- | ----- | ----- | ----- | ----- | ----- | ----- | ----- | ----- |
| 4.318 | 4.522 | 4.972 | 4.952 | 4.520 | 4.676 | 4.861 | 4.816 | 4.653 |